# Юрьев, Михаил Афанасьевич
Михаил Афанасьевич Юрьев (6 сентября 1911 — 25 сентября 1994) — организатор производства, директор Горьковского завода «Красное Сормово» в 1960—1974 годах, кандидат технических наук, Герой Социалистического Труда, лауреат Государственной премии СССР.

## Биография
Михаил Афанасьевич Юрьев родился 6 сентября 1911 года в семье крестьянина-батрака в деревне Новогригорьевка Мелитопольского уезда Таврической губернии (ныне Мелитопольский район) Запорожской области Украины.
С 10 лет был пастухом при сельском обществе в селе Белая Курской губернии.
В 1923—1926 годах работал курьером в исполкоме посёлка Красная Яруга, учеником в литейном цехе Краснояружского кирпичного завода.
В 1926—1930 годах учился в школе ФЗУ в г. Шебекино Курской губернии (ныне Белгородской области).
В 1930 году уехал на Урал. В 1930—1931 годах учился на рабфаке в Нижнем Тагиле.
В 1931—1937 годах учился в Уральском институте стали и Уральском индустриальном институте в городе Свердловске, получил специальность инженера-металлурга.
В 1937—1939 годах работал инженером производственного отдела треста «Востокосталь» в городе Свердловске. С 1939 года был на партийной работе: инструктор обкома ВКП(б), заведующий отделом промышленности и отделом чёрной металлургии обкома партии, парторг ЦК ВКП(б) на Уралмашзаводе.
С марта 1941 года работал заведующим отдела танкостроения Свердловского горкома, секретарём обкома ВКП(б) по чёрной металлургии.
В 1943—1946 годах был заведующим сектором управления кадров ЦК ВКП(б) в Москве.
С 1946 по 1951 год работал в Кемерове: заместитель секретаря обкома ВКП(б) по металлургии и химии, заведующий отделом тяжёлой промышленности обкома партии.
В 1951 году М. А. Юрьев был назначен директором Горьковского металлургического завода, а в 1960 году — директором Горьковского завода «Красное Сормово». Под руководством Юрьева сормовичи строили железнодорожные паромы, крылатые суда, кран-катамаран «Кер-Оглы», теплоходы смешанного «река-море» плавания, подводные лодки — дизельные и атомные. На заводе было освоено строительство атомных субмарин: первая атомная подводная лодка проекта 670 «Скат» с крылатыми ракетами подводного старта (впервые в мире) была спущена на воду в 1966 году. Всего за 14 лет, когда во главе предприятия стоял М. А. Юрьев, Военно-Морскому Флоту страны было сдано 50 дизельных и атомных подводных лодок.
М. А. Юрьеве провёл большую работу по реконструкции предприятия. На заводе был возведён новый эллинг — цех СКМ, что позволило строить подводные лодки крупных размеров полностью на стапеле, цех покрытий — СК-7, корпусообрабатывающий цех, стендовый корпус.
В 1970 году завод был награждён орденом Октябрьской Революции.
Указом Президиума Верховного Совета СССР Михаилу Афанасьевичу Юрьеву 26 апреля 1971 года было присвоено звание Героя Социалистического Труда с вручением ордена Ленина и золотой медали «Серп и Молот», а в 1972 году он стал лауреатом Государственной премии СССР.
Кандидат технических наук.
С 1975 года на пенсии.
25 сентября 1994 года Юрьев Михаил Афанасьевич скончался. Похоронен в Нижнем Новгороде на Красном (Бугровском) кладбище (6 уч.).

## Награды
- Орден Ленина,
- Четыре ордена Трудового Красного Знамени,
- Орден Отечественной войны 2-й степени,
- Медали.

## Память
- 23 мая 2008 года на доме № 6 Верхне-Волжская набережной, где жил Михаил Афанасьевич Юрьев установлена мемориальная доска[3].

## Семья
- Дочь — Маргарита Михайловна Юрьева[4].